# کوهستان هلال شرقی

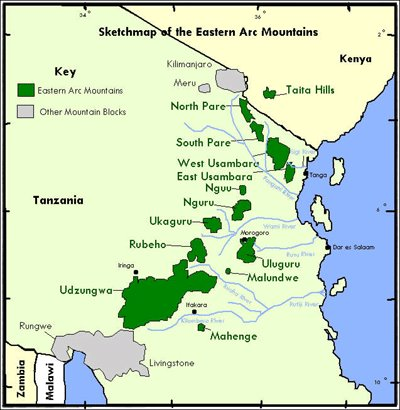
کوه‌های هلال شرقی

کوه‌های هلال شرقی زنجیره‌ای از کوه‌ها هستند که در کنیا و تانزانیا واقع شده‌اند. این سلسله جبال از شمال‌شرقی به جنوب‌غربی کشیده شده‌است و از تپه‌های تایتا در کنیا تا کوه‌های بلند تانزانیا دنباله دارد. این زنجیره به عنوان یک میراث جهانی آزمایشی معرفی شده.

## رشته کوه
کوه‌های هلالی شرقی یک کمان هلالی شکل را تشکیل می‌دهند و شامل موارد زیر است:
1. تایتا هیلز
2. کوه‌های پار شمالی و جنوبی
3. کوه‌های اوسامبارا شرقی و غربی
4. کوه‌های نگورو
5. کوه‌های اوکاگورو
6. کوه‌های اولوگورو
7. کوه‌های اوویدوندا
8. کوه‌های روبهو
9. کوه مالوندوه
10. کوه‌های اودزونگوا
11. کوه‌های ماهنگه